# Zachris Gotthard Saulitz
Zachris Gotthard Saulitz, född 1721, död 24 juli 1755 i Hovförsamlingen, Stockholm, var en svensk hovtrumpetare i Stockholm.

## Biografi
Zachris Gotthard Saulitz föddes 1721. Han spelade trumpet och arbetade som hovtrumpetare. Saulitz medverkade vid rikshögtidligheterna 1751. Han avled 1755.